# 부산민주공원
부산민주공원(釜山民主公園, 영어: Busan Democracy Park) 또는 공식명칭 민주공원(民主公園, 영어: Democracy Park)은  4·19 혁명과 부마민주항쟁, 6월 항쟁으로 이어져 내려오는 부산 시민의 숭고한 민주 희생 정신을 기리고 계승 발전시키기 위해 부산 민주화 운동의 상징적 공간으로 부산광역시 중구 중앙공원 안에 만든 공원이다. 

## 규모
- 개관 : 1999년 10월 16일 (부마민주항쟁 20주년 기념일)
- 위치 :  부산광역시 중구 민주공원길 19 (영주동 산10-4번지) 중앙공원 안
- 대지면적 : 20,337 제곱미터
- 건물 : 지하 1층, 지상 3층, 연면적 5,278 제곱미터
- 운영 : (사)부산민주항쟁기념사업회가 부산광역시로부터 수탁운영 중

## 기타
보통 민주공원으로 줄여 부르며, 관리 및 운영에 관해서는 부산광역시에서 만든 “부산민주공원 설치 및 관리·운영 조례”에 규정되어 있다.

## 같이 보기
- 송기인